# 신석우 (1869년)
신석우(申錫雨, 일본식 이름: 石川錫雨이시카와 세키우, 1869년 6월 30일~1942년 1월 19일)는 일제강점기의 전라북도 지역 유지이며 자본가이다. 본관은 평산이다. 조선총독부 중추원에 의하면 그는 국민협회에 관련된 인물이었다 한다. 거의 같은 시대에 활동했던 독립운동가 신석우(1895~1953)와는 이름이 한자까지 같지만 서로 다른 사람이다.

## 생애
남인 집안 출신으로 알려져 있다. 한일 병합 조약 체결 전까지는 경성관립중학교 교관과 충청남도 한산군의 면장을 지낸 것 외에 두드러지는 활동이 없다. 이때부터 이미 상당한 재산을 가진 갑부였는데, 1910년 이후 군산부에서 벌어지는 교육, 건설, 의료 사업에 거금을 기부하면서 지역에서 이름을 이름을 알렸다.
1915년 조선총독부가 한일 병합 5주년을 기념해 홍보 목적에서 개최한 시정5년기념 조선물산공진회에 군산협찬회 상의원으로 참가했고, 같은 해 군산신사의 건축위원과 일본적십사자 특별사원을 맡았다. 이후 군산상업회의소 특별평의원, 군산청년야학교 교장, 군산부 참사, 부 협의회원 등 지역 유지들이 거치는 직함을 갖고 활동했다. 공공사업에 기부하고 교육 사업에 매진하는 등의 공로로 일제로부터 여러차례 포상을 받았다.
1920년 호남물산주식회사 취체역과 군산부 객주조합장, 1924년에는 호남물산 감사를 맡는 등 자본가로서도 왕성히 활동했으며, 1921년 조선인이 오를 수 있는 최고의 명예직인 조선총독부 중추원 참의로 발탁되었다. 이 무렵 민원식 주도의 신일본주의 단체 국민협회에 관계했고, 1929년 유교 계열의 친일단체인 대성원의 전북총지원장을 맡았다.
한편, 일본인이 1917년에 쓴 인물평에 따르면, 사회공익을 위해 개인 재산을 내놓는데 인색하지 않은 통 큰 인물이며, 한일 병합을 누구보다 기뻐하고 일상 생활에서도 메이지 천황을 숭앙하여 메이지 신궁 건설에 거액을 쾌척한 것으로 되어 있다. 시문에도 능하여 1916년 일본적십자사 특별사원 자격으로 도쿄에서 열린 총회에 참석했을 때 메이지의 능을 참배하고 그를 찬양하는 한시를 지은 일이 있다. 1929년에는 쇼와 천황 생일을 맞아 대성원 전북총지원장 명의로 《매일신보》에 천장절 축하 광고를 게재하기도 했다.
1934년 충청남도 서천군의 99만 평이 넘는 땅에 광업권을 설정하는 등 실업가로 계속 활동한 기록이 있다. 1940년 이시카와(石川)로 성을 바꾸어 창씨개명하였고, 2년 뒤 사망했다.

## 사후
2002년 발표된 친일파 708인 명단과 2008년 민족문제연구소가 공개한 친일인명사전 수록예정자 명단에 모두 선정되었고, 2007년 대한민국 친일반민족행위진상규명위원회가 발표한 친일반민족행위 195인 명단에도 포함되었다.

## 같이 보기
- 조선총독부 중추원
- 국민협회
- 대성원
- 민원식
- 박중양
- 김명준

## 참고자료
- 친일반민족행위진상규명위원회 (2007년 12월). 〈신석우〉 (PDF). 《2007년도 조사보고서 II - 친일반민족행위결정이유서》. 서울. 673~682쪽쪽. 발간등록번호 11-1560010-0000002-10. [깨진 링크(과거 내용 찾기)]